# Dabwāli
Dabwāli är en ort i Indien.   Den ligger i distriktet Sirsa och delstaten Haryana, i den norra delen av landet, 280 km nordväst om huvudstaden New Delhi. Dabwāli ligger 198 meter över havet och antalet invånare är 62 113.
Terrängen runt Dabwāli är mycket platt. Runt Dabwāli är det ganska tätbefolkat, med 222 invånare per kvadratkilometer. Det finns inga andra samhällen i närheten. Trakten runt Dabwāli består till största delen av jordbruksmark.